# Feliksas Romualdas Bajoras
Feliksas Romualdas Bajoras (* 7. Oktober 1934 in Alytus) ist ein litauischer Komponist.
Bajoras studierte in Kaunas bei Vincas Bacevičius. Er setzte seine Ausbildung am Staatlichen Litauischen Konservatorium bei Alexander Livont (Violine, Diplom 1957) und Julius Juzeliūnas (Komposition, Diplom 1963) fort. Seit 1957 war er Violinist des Philharmonischen Sinfonieorchesters. 1966 wurde er musikalischer Leiter des Jugendtheaters in Vilnius. Von 1984 bis 1988 lebte Bajoras in den USA. Danach unterrichtete er an der Litauischen Musikakademie.
Bevor sich Bajoras der klassischen Musik zuwandte, komponierte er Ende der 1950er Jahre volkstümliche Unterhaltungsmusik. 1968 gewann er mit Variationen für Streichquartett und Kontrabass den zweiten Preis beim internationalen Alfred-Casella-Kompositionswettbewerb in Neapel. Für sein Symphony-Diptychon nach Motiven aus seiner Oper Dievo avinėlis wurde er 1989 mit dem Balys-Dvarionas-Preis ausgezeichnet. 1998 erhielt er den Litauischen Staatspreis für Kunst, 2001 den Nationalpreis und 2004 den Preis des litauischen Komponistenverbandes.
Neben mehreren Sinfonien komponierte Bajoras u. a. die Oper Dievo avinėlis (Gottesschäfchen oder Lamm Gottes, nach einem Libretto von Rimantas Šavelis, 1982), Oratorien, Kantaten, Lieder, Kammermusik sowie Schauspiel- und Filmmusiken.